# 朱鼒櫍
慶端和世子朱鼒櫍（？—約1540年），明朝第六代慶王——慶定王朱台浤的長子。他於嘉靖十一年（1532年）十月封慶世子，以其視慶府事。而在《明實錄》記載他的資料可以追溯到嘉靖十八年。
後來其弟慶惠王朱鼒枋於嘉靖二十年（1541年）以桐鄉王改封世子，可知他在那時已經去世，諡曰端和世子。